# Aksaray (circonscription électorale)
Ne doit pas être confondu avec Ak Saray (homonymie).
Pour les articles homonymes, voir Aksaray (homonymie).
La circonscription électorale d'Aksaray correspond à la province du même nom et envoie 4 députés à la Grande Assemblée nationale de Turquie (3 entre 2011 et 2018)

## Composition
La circonscription d'Aksaray est divisée en 8 districts (ilçe). Chaque district est composé d'un chef-lieu et de municipalités (communes et villages).

## Résultats électoraux

### Élections législatives de juin 2015
| Partis                   | Partis                                        | Voix | %   | Sièges | +/-           | Élus                          |
| ------------------------ | --------------------------------------------- | ---- | --- | ------ | ------------- | ----------------------------- |
|                          | Parti de la justice et du développement (AKP) |      |     | 2      | 1             | İlknur İnceöz et Nevzat Palta |
|                          | Parti d'action nationaliste (MHP)             |      |     | 1      | en stagnation | Turan Yaldır                  |
|                          |                                               |      |     |        |               |                               |
| Total                    | Total                                         |      | 100 | 3      | en stagnation | -                             |
| Inscrits / participation |                                               |      |     |        |               |                               |

### Élections législatives de novembre 2015
| Partis                   | Partis                                        | Voix | %   | Sièges | +/-           | Élus                                                 |
| ------------------------ | --------------------------------------------- | ---- | --- | ------ | ------------- | ---------------------------------------------------- |
|                          | Parti de la justice et du développement (AKP) |      |     | 3      | 1             | İlknur İnceöz, Cengiz Aydoğdu et Mustafa Serdengeçti |
|                          |                                               |      |     |        |               |                                                      |
| Total                    | Total                                         |      | 100 | 3      | en stagnation | -                                                    |
| Inscrits / participation |                                               |      |     |        |               |                                                      |

### Élections législatives de 2018
| Partis                   | Partis                                        | Voix    | %     | Sièges | +/-           | Élus                            |
| ------------------------ | --------------------------------------------- | ------- | ----- | ------ | ------------- | ------------------------------- |
|                          | Parti de la justice et du développement (AKP) | 131 386 | 56,15 | 2      | 1             | İlknur İnceöz et Cengiz Aydoğdu |
|                          | Parti d'action nationaliste (MHP)             | 48 064  | 20,54 | 1      | 1             | Ramazan Kaşlı                   |
|                          | Le Bon Parti (İYİ)                            | 24 660  | 10,54 | 1      | Nv.           | Ayhan Erel                      |
|                          | Parti républicain du peuple (CHP)             | 23 160  | 9,90  | 0      | en stagnation |                                 |
|                          | Parti démocratique des peuples (HDP)          | 3 678   | 1,57  | 0      | en stagnation |                                 |
|                          | Parti de la félicité (SP)                     | 1 952   | 0,83  | 0      | en stagnation |                                 |
|                          | Parti de la cause libre (HÜDA PAR)            | 648     | 0,28  | 0      | en stagnation |                                 |
|                          | Parti patriote (VATAN)                        | 460     | 0,20  | 0      | en stagnation |                                 |
|                          |                                               |         |       |        |               |                                 |
| Total                    | Total                                         | 234 008 | 100   | 4      | 1             | -                               |
| Inscrits / participation | Inscrits / participation                      | 267 068 | 86,93 |        |               |                                 |

### Élections législatives de 2023
| Partis                   | Partis                                        | Voix    | %     | Sièges | +/-           | Élus                               |
| ------------------------ | --------------------------------------------- | ------- | ----- | ------ | ------------- | ---------------------------------- |
|                          | Parti de la justice et du développement (AKP) | 113 634 | 43,78 | 2      | en stagnation | Cengiz Aydoğdu et Hüseyin Altınsoy |
|                          | Le Bon Parti (İYİ)                            | 63 590  | 24,50 | 1      | en stagnation | Turan Yaldır                       |
|                          | Parti d'action nationaliste (MHP)             | 54 103  | 20,84 | 1      | en stagnation | Ramazan Kaşlı                      |
|                          | Nouveau parti de la prospérité (YRP)          | 6 650   | 2,56  | 0      | Nv.           |                                    |
|                          | Parti de la grande unité (BBP)                | 5 416   | 2,09  | 0      | en stagnation |                                    |
|                          | Parti de la victoire (ZP)                     | 3 464   | 1,33  | 0      | Nv.           |                                    |
|                          | Parti de la gauche verte (YSP)                | 2 344   | 0,90  | 0      | en stagnation |                                    |
|                          | Parti républicain du peuple (CHP)             | 2 039   | 0,79  | 0      | en stagnation |                                    |
|                          | Parti de la patrie (M)                        | 1 797   | 0,69  | 0      | Nv.           |                                    |
|                          | Parti des travailleurs de Turquie (TIP)       | 880     | 0,34  | 0      | en stagnation |                                    |
|                          | Parti de la justice et de l'unité (AB)        | 406     | 0,16  | 0      | Nv.           |                                    |
|                          | Parti de la nation (MP)                       | 383     | 0,15  | 0      | en stagnation |                                    |
|                          | Parti jeune (GP)                              | 328     | 0,13  | 0      | en stagnation |                                    |
|                          | Parti de gauche (SOL)                         | 285     | 0,11  | 0      | en stagnation |                                    |
|                          | Parti patriote (VATAN)                        | 277     | 0,11  | 0      | en stagnation |                                    |
|                          | Parti des droits et libertés (HAK)            | 226     | 0,09  | 0      | en stagnation |                                    |
|                          | Parti de libération du peuple (HKP)           | 201     | 0,08  | 0      | en stagnation |                                    |
|                          | Parti communiste de Turquie (TKP)             | 181     | 0,07  | 0      | en stagnation |                                    |
|                          | Parti de la route nationale (MYP)             | 159     | 0,06  | 0      | Nv.           |                                    |
|                          | Parti de l'innovation (YP)                    | 109     | 0,04  | 0      | Nv.           |                                    |
|                          | Mouvement communiste (TKH)                    | 61      | 0,02  | 0      | Nv.           |                                    |
|                          | Parti de la justice (AP)                      | 17      | 0,01  | 0      | Nv.           |                                    |
|                          | Parti de la mère patrie (ANAP)                | 7       | 0,00  | 0      | en stagnation |                                    |
|                          | Parti de l'union du pouvoir (GBP)             | 4       | 0,00  | 0      | Nv.           |                                    |
|                          | Indépendants (Ind.)                           | 3 007   | 1,16  | 0      | en stagnation |                                    |
|                          |                                               |         |       |        |               |                                    |
| Total                    | Total                                         | 259 568 | 100   | 4      | en stagnation | -                                  |
| Inscrits / participation | Inscrits / participation                      | 296 566 | 86,88 |        |               |                                    |